# The Sidewinder
The Sidewinder es un álbum de jazz de 1964 del trompetista Lee Morgan. El tema que da nombre al álbum es uno de los temas que dio forma al género del soul jazz, convirtiéndose en un estándar jazz. Se publicó una versión editada como sencillo. El álbum se convirtió en un éxito comercial, y una gran influencia - muchos álbumes posteriores de Lee Morgan, y otros discos de Blue Note, reprodujeron el formato de este álbum, comenzando con un blues funky seguido por varios temas hard bop.
Las 5 pistas del álbum cuentan con el saxo tenor Joe Henderson. También cuentan con el destacado batería Billy Higgins, y el contrabajo Bob Cranshaw, quien estuvo asociado durante largo tiempo con Sonny Rollins.
Todas las composiciones son del propio Morgan, siendo temas basados en el blues exceptuando el tema "Hocus Pocus" de estilo de la música de Cole Porter.
"The Sidewinder" fue utilizado como música de un anuncio de televisión de Chrysler.

## Lista de temas
1. "The Sidewinder" – 10:21
2. "Totem Pole" – 10:11
3. "Gary's Notebook" – 6:03
4. "Boy, What a Night" – 7:30
5. "Hocus Pocus" – 6:21

## Personal
- Lee Morgan - Trompeta
- Joe Henderson - Saxofón tenor
- Billy Higgins - Batería
- Barry Harris - Piano
- Bob Cranshaw - Contrabajo